# Radio Gold
Radio Gold ist ein privater Hörfunksender mit Sitz in Berlin. Veranstalter ist die radio B2 GmbH, deren einziger Gesellschafter Oliver Dunk ist, der auch als Geschäftsführer des Senders fungiert. Es richtet sich mit einem oldie-basierten Programmformat, stündlichen Nachrichten und kurzen sporadischen Informationsblöcken an ein überregionales Publikum.

## Entstehung
Radio Gold ist Nachfolger des Senders Oldiestar, der von 2004 bis 2011 terrestrisch in der Region Berlin-Brandenburg zu empfangen war und Musik der 60er bis 80er spielte. Bereits ab 2007 wurde der deutschsprachige und Schlageranteil auf Oldiestar fortwährend erweitert, bis Oldiestar schließlich im Sommer 2011 auf der terrestrischen Frequenz durch den reinen Schlagersender Radio B2 ersetzt wurde. Radio B2 betrieb von da an bis Dezember 2012 Oldiestar als reinen Webstream weiter, der allerdings noch von einem Teil des alten Moderatorenteams weitermoderiert wurde.
Zum Jahreswechsel 2012/13 wurde Oldiestar auch als Webstream eingestellt und durch die reine Onlineplaylist Radio Gold mit Schwerpunkt auf den 70ern und auch etwas aus den 60ern ersetzt, die nur noch am Samstagnachmittag und -abend (mit Wiederholung teilweise am Sonntag und vollständig am Dienstag) von vorproduzierten Programmblöcken mit Moderation unterbrochen wird. Werbung und stündliche Nachrichten werden vom Betreiber Radio B2 übernommen. Die stündlich mehrmals eingespielte Rubrik Dr. Rock stammt noch aus der Oldistar-Zeit.

## Programm
Unter dem Motto „Real Classics“ gehört die Musik der 1960er  und frühen 1970er Jahre zu den Programmschwerpunkten. Die Sendung „Jammin’ Oldies“ wird von der Firma Radiotrax zugeliefert, die „American Top 40“ mit Casey Kasem von Premiere Networks. Mit Dr. Rock wird das laufende Programm durch Anekdoten aus der Musikwelt ergänzt.
Eine Besonderheit sind digitalisierte Originalaufnahmen aus den 1970er Jahren aus den Archiven des Soldatensenders AFN, die dienstagabends sowie samstagnachmittags gespielt werden.

## Empfang
Das Programm ist in der Region Berlin-Brandenburg über DAB+ (Kanal 7B, 72 kb/s) empfangbar und als weltweiter Livestream in drei Formaten (z. B. MP3 mit 128 kB) im Internet. Im Verbreitungsgebiet leben rund fünf Mio. Hörer. Eine Mobile App für Smartphones richtet sich an die Benutzer von iPhone-, Android- und Nokia-Geräten. Kabelempfang ist weder auf der Website des Senders noch bei der aufsichtsführenden Medienanstalt berücksichtigt.